# Merata Mita
Merata Mita (ur. 19 czerwca 1942, zm. 31 maja 2010) – maoryska aktywistka, reżyserka i producentka filmowa z Nowej Zelandii. Jedna z czołowych przedstawicielek kinematografii maoryskiej. Odznaczona nowozelandzkim Orderem Zasługi. 

## Życiorys
Pochodziła z maoryskiej rodziny, z iwi Ngāti Pikiao i Ngāi Te Rangi. Urodziła się w miejscowości Maketu w rejonie Zatoki Obfitości. Przez osiem lat pracowała jako nauczycielka w Tarawera High School w Kawerau, gdzie zaczęła kręcić filmy edukacyjne skierowane głównie dla dzieci z maoryskiej wspólnoty. W 1976 r. wystąpiła w telewizyjnym dokumencie Māori Women in a Pākehā World, gdzie jako samotna matka sprzeciwiała się utrudnionemu dostępowi do aborcji i antykoncepcji dla maoryskich kobiet. Zaczęła coraz bardziej angażować się w aktywizm, a później w reportaż i film dokumentalny, sprzeciwiając się przekłamanym przedstawieniom Maorysów w nowozelandzkiej telewizji. W 1988 roku nakręciła samodzielnie pełnometrażowy film, Mauri, jako pierwsza reżyserka w historii pochodząca z rdzennej ludności Nowej Zelandii. 
Z powodu rosnących represji w Nowej Zelandii, w 1993 roku przeprowadziła się na Hawaje. Wykładała film dokumentalny, scenariopisarstwo, produkcję i estetykę w Academy of Creative Media na Uniwersytecie Hawajskim. Była współorganizatorką wielu festiwali filmowych, przede wszystkim na Hawajach, w Kanadzie (ImageNative Film Festival), Australii i Nowej Zelandii. Wspierała scenarzystów biorących udział w Sundance Film Festival. Od 2008 roku brała udział w projekcie National Geographic All Roads Film Project, gdzie pomagała lokalnym filmowcom mniejszości kulturowych na całym świecie.

## Twórczość
W 1978 roku, Mita, oraz Gerd Pohlmann i operator filmowy Leon Narbey, wezwani zostali do Bastion Point, gdzie byli świadkami tragicznego stłumienia przez policję i wojsko protestów rdzennej ludności przeciwko sprzedaniu ziemi należącej pierwotnie do Ngāti Whātua. Owe wydarzenia odcisnęły mocne emocjonalne piętno na reżyserce i uwiecznione zostały w dokumencie Bastion Point: Day 507. Mita, wspominając ówczesną pracę z innymi filmowcami pochodzącymi z rdzennej ludności, mówiła:
Cały pomysł nie polegał na uporządkowaniu scenariusza, ale na pomocy scenarzyście i reżyserowi w dotarciu do punktu, w którym czuliby się pewni z kręceniem i reżyserowaniem filmu, który sami napisali.
W latach 80. nagrywała reportaże do maoryskiego programu telewizyjnego Koha, poruszając tematy problemów społecznych rdzennej ludności, rasizmu i sytuacji życiowej kobiet.
Jednym z ważniejszych filmów Mity był Patu!, film dokumentalny uwieczniający brutalnie stłumione przez policję protesty maoryskiej ludności przeciw apartheidowi i meczu rugby Springboks z RPA. Wydarzenia odbyły się w 1981, lecz film doczekał się premiery dopiero dwa lata później. Rząd Nowej Zelandii wycofał dofinansowanie dla filmu, który ogłoszono "anarchistycznym", zaś samą dokumentalistkę i jej rodzinę dotknęły liczne represje. Policja wielokrotnie przeszukiwała ich dom, jej synów pobito, a sama Mita doświadczyła rewizji osobistych. Po premierze wiele kin nie było zainteresowanych projekcjami filmu. Jednocześnie dzieło zdobywało nagrody na międzynarodowych festiwalach filmowych, m.in. w Amiens.
Kolejny film Mity, Mauri, dotykający problematyki rasizmu, zdobył nagrodę dla najlepszego filmu na Rimini Film Festival w 1989 r. Pomimo to, w Nowej Zelandii zyskał parę niepochlebnych opinii. Reżyserka nie zgadzała się z podejściem krytyków pākehā, uważając, że w swojej ocenie są zbyt przywiązani do zachodnich sposobów prowadzenia narracji, przez co mogli nie docenić filmu opartego mocno na maoryskich tradycjach ustnego przekazywania historii.
Mita uważana jest za kluczową postać w rozwoju kinematografii maoryskiej. Była jedną z pomysłodawczyń organizacji Te Paepae Ataata, wspierającej maoryskich filmowców, założonej w 2008 roku i finansowanej przez New Zealand Film Commission. Była producentką jednego z pierwszych filmów Taiki Waititi, Boy z 2010 roku. Jej twórczość stanowiła wielką inspirację dla innych filmowców z całego świata, pochodzących z rdzennych społeczności. Utrzymywała kontakty m.in. z Alanis Obomsawin, kanadyjską filmowczynią Abenaków. Wedle Jessego Wente, dziennikarza i krytyka sztuki pochodzącego z Pierwszych Narodów, twórczość Mity była "iskrą, która wywołała płomień" dla kina Indigenous.
Mita była wielokrotnie nagradzana w branży filmowej i zapraszana do jury festiwali, m.in. Sundance Film Festival Native Film Initiative czy National Geographic All Roads Indigenous Film Festival.

## Życie prywatne
Miała sześcioro dzieci. Jej mężem był inny nowozelandzki filmowiec, Geoff Murphy, którego poznała przy konsultowaniu jego filmu Utu z 1983 roku. Ich syn, Hepi Mita, nakręcił dokument o jej życiu: Merata: How Mum Decolonised the Screen, który miał premierę w 2019 r.

## Filmografia
- 1980: Bastion Point: Day 507, producentka
- 1983: Patu! reżyserka, producentka
- 1988: Mauri, reżyserka, producentka, scenarzystka
- 1990: Manu Waka, reżyserka
- 2010: Boy, producentka
- 2011: Saving Grace – Te Whakarauora Tangata, producentka[12]

## Odznaczenia i nagrody
- 1983: Amiens International Film Festival, MRAP Award dla Patu!
- 1989: Rimini Film Festival, Najlepszy Film dla Mauri
- 1996: "Leo Dratfield Lifetime Achievement Award for Documentary" od Robert Flaherty Foundation
- 2009: Creative New Zealand, Māori Arts Awards, "Making a Difference award", za wkład w kinematografię maoryską[13]
- 2010: New Zealand Order of Merit, za zasługi dla przemysłu filmowego[2]